# Искино (Костромская область)
Искино — упразднённая деревня в Антроповском районе Костромской области России. Входила в состав Котельниковского сельского поселения. Исключена из учётных данных в 2025 году.

## География
Находится в центральной части Костромской области на расстоянии приблизительно 40 км на юг-юго-запад по прямой от поселка Антропово, административного центра района.

## История
В XIX — начале XX века деревня относилась к Галичскому уезду Костромской губернии. В 1872 году здесь было учтено 5 дворов, в 1907 году —16.

## Население
| 2008 | 2010 | 2014 |
| ---- | ---- | ---- |
| 0    | →0   | →0   |

Постоянное население составляло 27 человек (1872 год), 91 (1897), 127 (1907), 1 в 2002 году (русские 100 %), 0 в 2022.